# 舒爾河

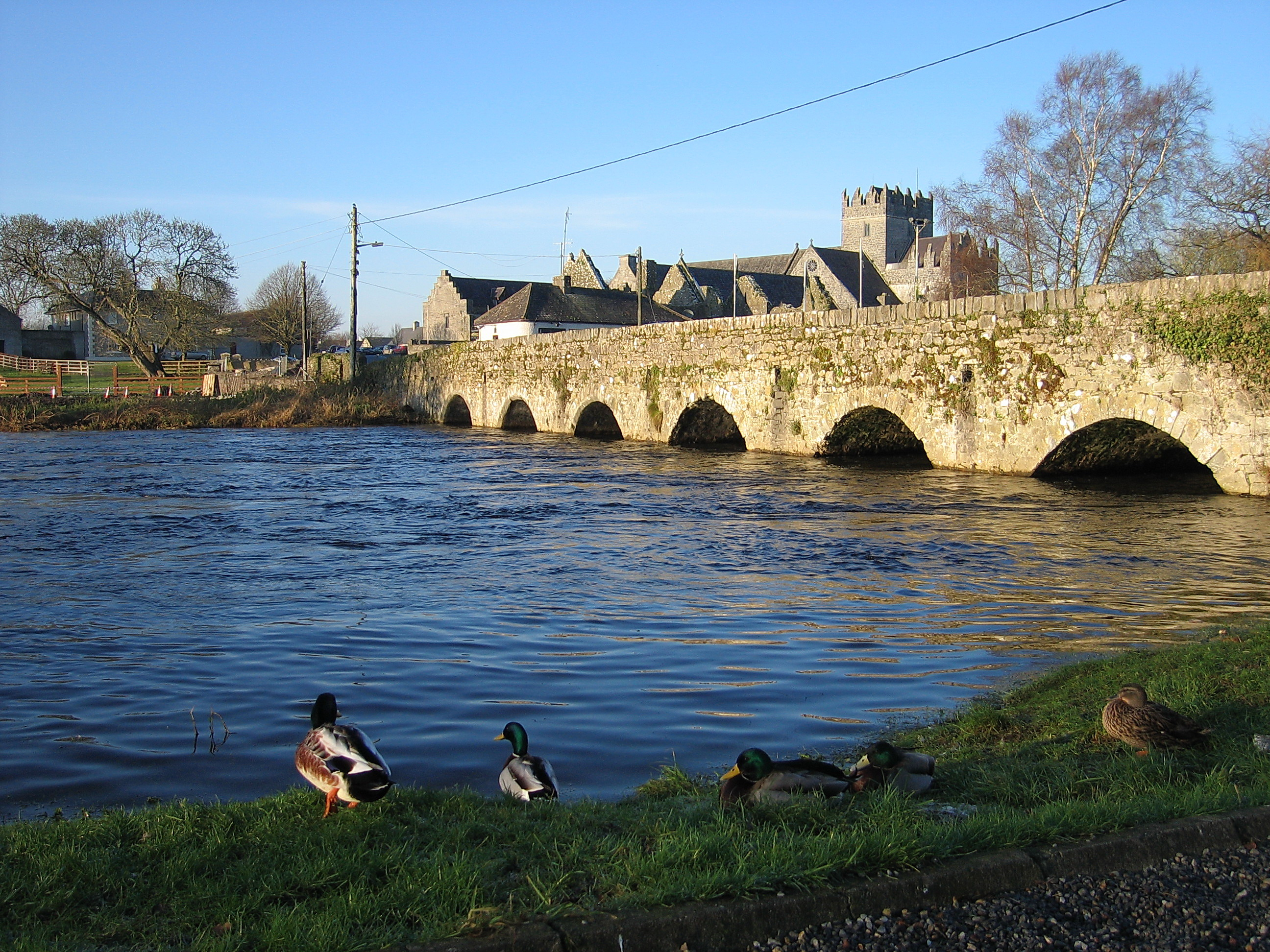
舒爾河

舒爾河（River Suir）是愛爾蘭的一條河流，位於愛爾蘭島南部。舒爾河與巴羅河、諾爾河共同組成三姊妹河。
舒爾河發源自Devil's Bit山脈，往南流經瑟勒斯、凱埃爾等城鎮，接著轉往東向，經過克朗梅爾、舒爾河畔卡里克，最終在沃特福德匯入巴羅河。